# Anthidium modestum
Anthidium modestum là một loài Hymenoptera trong họ Megachilidae. Loài này được Bingham mô tả khoa học năm 1903.